# 追撃のバラード
『追撃のバラード』（ついげきのバラード、Valdez Is Coming）は1971年のアメリカ合衆国の映画。エルモア・レナードの小説を原作としている。出演はバート・ランカスターなど。

## キャスト
| 役名               | 俳優                   | 日本語吹替                                               |
| 役名               | 俳優                   | TBS版                                                    |
| ------------------ | ---------------------- | -------------------------------------------------------- |
| ロベルト・バルデツ | バート・ランカスター   | 久松保夫                                                 |
| ゲイ・エリン       | スーザン・クラーク     | 此島愛子                                                 |
| フランク・タナー   | ジョン・サイファー     | 阪脩                                                     |
| R・L・デイビス     | リチャード・ジョーダン | 野島昭生                                                 |
| エル・セグンド     | バートン・ヘイマン     | 雨森雅司                                                 |
| ディエゴ           | フランク・シルヴェラ   | 槐柳二                                                   |
| メキシカンライダー | ヘクター・エリゾンド   |                                                          |
| マルソン           | フィル・ブラウン       |                                                          |
| アパッチの女       | ファニタ・ペナローザ   |                                                          |
| 不明 その他        |                        | 緒方敏也 杉田敏也 平林尚三 原浩 岡田道郎 黄恵華 柴山洋子 |
|                    |                        |                                                          |
| 演出               | 演出                   | 小林守夫                                                 |
| 翻訳               | 翻訳                   | 佐藤一公                                                 |
| 効果               | 効果                   | 赤塚不二夫                                               |
| 調整               | 調整                   | 山田太平                                                 |
| 制作               | 制作                   | 東北新社                                                 |
| 解説               | 解説                   | 荻昌弘                                                   |
| 初回放送           | 初回放送               | 1977年12月5日 『月曜ロードショー』                       |

## スタッフ
- 監督：エドウィン・シェリン
- 製作：アイラ・スタイナー
- 製作総指揮：ローランド・キビー
- 原作：エルモア・レナード
- 脚本：ローランド・キビー、デヴィッド・レイフィール
- 撮影：ガボール・ポガニー
- 音楽：チャールズ・グロス